# Pistoleiro (DC Comics)
Pistoleiro (Deadshot, no original) é o codinome de Floyd Lawton, um criminoso do Universo DC e inimigo do Batman e da Liga da Justiça. Embora seja normalmente usado como vilão das histórias, ocasionalmente também atua como anti-herói, sendo membro recorrente do Esquadrão Suicida. Sua primeira aparição nos gibis foi em Batman #59.

## História
No Universo DC, o Pistoleiro é um assassino de aluguel, contratado pelos vilões para matar seus inimigos. Inicialmente surgiu em Gotham City como um vigilante, mas foi revelado que na verdade era um criminoso quando tentou assumir o lugar de Batman. Quando seu plano deu errado, ele tentou ser um chefão do crime. O Comissário Gordon descobriu seus interesses, e ele acabou sendo preso. Recentemente, foi recrutado por Amanda Waller para fazer parte do Esquadrão Suicida, junto com o Capitão Bumerangue, Plastique e outros supervilões que estavam a serviço do governo. Numa das missões do Esquadrão, a filha de Floyd foi raptada, estuprada e assassinada por um pedófilo, com quem mais tarde Floyd reencontraria e mataria. Provavelmente seu traço mais característico é o de querer morrer em grande estilo: enquanto ele não cometer suicídio, ele simplesmente não se importa se vai morrer.

## Poderes e Habilidades
Pistoleiro tem uma enorme habilidade para lidar com armas de todos os tipos, sejam elas armas brancas (facas, machados e canivetes) ou armas de  fogo. Ele também é um excelente lutador. Ele já tinha uma grande mira e já havia provado ser mortal com um fuzil de precisão, mas ao seu olho ser danificado, Floyd dá uma "caída" em sua carreira de mercenário, até receber um aparelho biônico que Lawton colocou no olho, melhorando sua mira a um nível super-humano. Assim, ele se tornou exímio na utilização de todas as armas, principalmente em armas de fogo, mas ainda tendo um carinho especial com o fuzil de precisão.

## Outras mídias

### Animação
- Pistoleiro fez participações nos dois desenhos estrelados pela Liga da Justiça, dublado por Michael Rosenbaum: Liga da Justiça, onde é contratado por Orm Marius para matar Aquaman; e Liga da Justiça Sem Limites, Floyd é membro do Esquadrão Suicida, que, no desenho, é formado por ele, Capitão Bumerangue, Plastique e Rei Relógio.[4]
- Batman: The Brave and the Bold tem um episódio com o Pistoleiro, dublado por Tom Kenny, cometendo crimes em Gotham na ausência do Batman.[4]
- Uma nova versão surge em Batman: O Cavaleiro de Gotham, com a voz de Jim Meskimen, e sendo contratado por um membro da Máfia para assassinar o Homem-Morcego.[4]
- Em Justice League Action, Pistoleiro, dublado por Christian Slater, usa armas laser futuristas em vez das armas de fogo regulares.
- É um dos personagens principais nos dois filmes animados estrelados pelo Esquadrão Suicida, Batman: Assault on Arkham (2014, com a voz de Neal McDonough) e Esquadrão Suicida: Acerto de Contas (2018, novamente com a voz de Christian Slater).[4]

### Televisão
- Pistoleiro é interpretado por Bradley Stryker em Smallville, onde aparece no episódio "Shield", junto ao Esquadrão Suicida, na caça aos integrantes da Liga da Justiça.
- Pistoleiro faz uma aparição no seriado Arrow, interpretado por Michael Rowe, onde ele mata o irmão de John Diggle, amigo de Oliver Queen, o Arqueiro Verde, e também surpreende o Arqueiro atirando em um dos seus alvos. Porém, o Arqueiro descobre que o atirador é o Pistoleiro, e monta um plano para pegá-lo, mas seu plano tem consequências terríveis.

### Videogames
- Em Batman: Arkham City, uma das missões tem um detento sendo caçado pelo Pistoleiro (dublado por Chris Cox)[4] por estar fazendo uma matéria sobre Hugo Strange. No jogo seguinte, Batman: Arkham Origins, Pistoleiro é um dos oito assassinos contratados pelo Máscara Negra.
- Pistoleiro é um dos personagens jogáveis em Injustice 2, com a voz de Matthew Mercer.[4]
- Uma versão Lego do Pistoleiro é jogável em Lego Batman 3: Beyond Gotham e Lego DC Super-Villains.[4]

### Universo Estendido da  DC

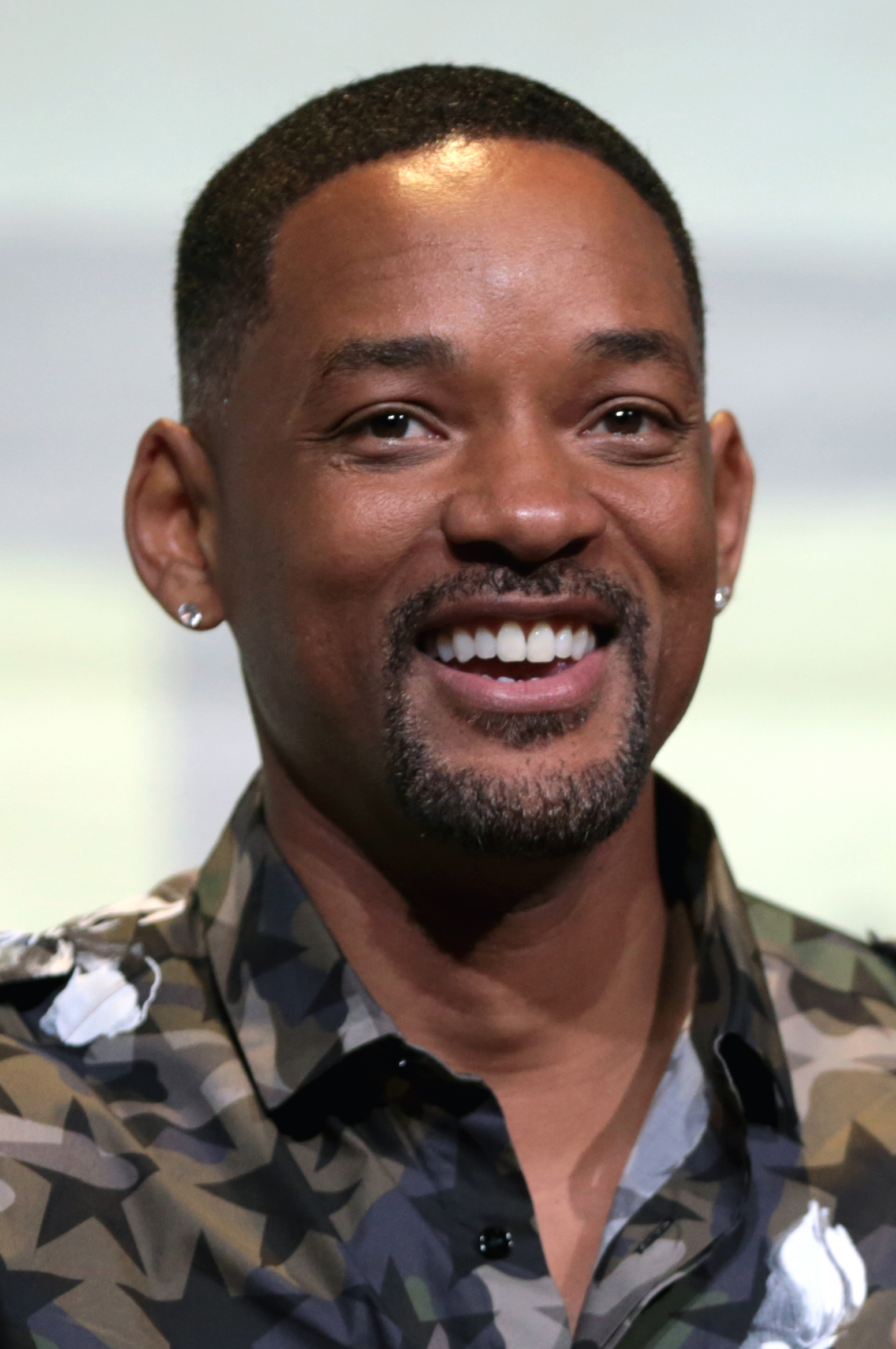
Will Smith interpreta o personagem no Universo Cinematográfico DC, a partir de Esquadrão Suicida

- Pistoleiro aparece no cinema pela primeira vez no filme Esquadrão Suicida, e é interpretado pelo ator Will Smith.[5][6]